# 117-й гвардейский истребительный авиационный полк
117-й гвардейский истребительный авиационный Станиславский Краснознамённый полк (117-й гв. иап) — воинская часть Военно-Воздушных сил (ВВС) Вооружённых Сил РККА, принимавшая участие в боевых действиях Великой Отечественной войны.

## Наименования полка
- 68-й "А" истребительный авиационный полк;
- 975-й истребительный авиационный полк;
- 117-й гвардейский истребительный авиационный полк;
- 117-й гвардейский истребительный авиационный Краснознамённый полк;
- 117-й гвардейский истребительный авиационный Станиславский Краснознамённый полк;
- Войсковая часть (Полевая почта) 40486.

## Создание полка
117-й гвардейский истребительный авиационный полк образован 3 сентября 1943 года путём преобразования из 975-го истребительного авиационного полка в гвардейский за образцовое выполнение боевых задач и проявленные при этом мужество и героизм на основании Приказа НКО СССР.

## Расформирование полка
- 117-й гвардейский истребительный авиационный Станиславский Краснознамённый полк 13 сентября 1960 года расформирован одновременно с Управлением 236-й истребительной авиационной дивизии в Закавказском военном округе[2][3]

## В действующей армии
В составе действующей армии:
- с 3 сентября 1943 года по 19 января 1944 года
- с 2 мая 1944 года по 9 мая 1945 года

## Командиры полка
- майор Герасимов Пётр Васильевич[5], 28.09.1942 — 26.02.1943
- майор, подполковник Гроховецкий Григорий Игнатьевич[5], 12.03.1943 — 31.12.1945

## В составе соединений и объединений
| Период        | Фронт (округ)              | армия                | корпус                           | дивизия                                  | примечание                                                    |
| ------------- | -------------------------- | -------------------- | -------------------------------- | ---------------------------------------- | ------------------------------------------------------------- |
| 14.08.1943 г. | Южный фронт                | 8-я воздушная армия  |                                  | 236-я истребительная авиационная дивизия | Як-1                                                          |
| 03.09.1943 г. | Южный фронт                | 8-я воздушная армия  |                                  | 236-я истребительная авиационная дивизия | переименован в гвардейский Як-1                               |
| 20.10.1943 г. | 4-й Украинский фронт       | 8-я воздушная армия  |                                  | 236-я истребительная авиационная дивизия | Як-1                                                          |
| 20.01.1944 г. | Резерв ВГК                 | Авиация Резерва ВГК  | 7-й штурмовой авиационный корпус | 236-я истребительная авиационная дивизия | Як-1, доукомплектован Як-9                                    |
| 02.05.1944 г. | 3-й Украинский фронт       | 17-я воздушная армия |                                  | 236-я истребительная авиационная дивизия | Як-1, Як-9                                                    |
| 03.07.1944 г. | 1-й Украинский фронт       | 2-я воздушная армия  | 8-й штурмовой авиационный корпус | 236-я истребительная авиационная дивизия | Як-1, Як-9                                                    |
| 11.08.1944 г. | 3-й Украинский фронт       | 17-я воздушная армия |                                  | 236-я истребительная авиационная дивизия | Як-1, Як-9                                                    |
| 01.11.1944 г. | 3-й Украинский фронт       | 17-я воздушная армия | авиагруппа Витрука               | 236-я истребительная авиационная дивизия | Югославия, Як-1, Як-9                                         |
| 09.05.1945 г. | 3-й Украинский фронт       | 17-я воздушная армия | авиагруппа Витрука               | 236-я истребительная авиационная дивизия | Югославия, Як-1, Як-9                                         |
| 09.05.1945 г. | 3-й Украинский фронт       | 17-я воздушная армия | авиагруппа Витрука               | 236-я истребительная авиационная дивизия | Югославия, Як-1, Як-9                                         |
| 11.05.1945 г. | 3-й Украинский фронт       | 17-я воздушная армия | авиагруппа Витрука               | 236-я истребительная авиационная дивизия | Югославия, все самолёты переданы в ВВС Югославии              |
| 08.1945 г.    | Закавказский военный округ | 11-я воздушная армия |                                  | 236-я истребительная авиационная дивизия | Ленинакан, Армянская ССР                                      |
| 23.09.1945 г. | Закавказский военный округ | 11-я воздушная армия |                                  | 236-я истребительная авиационная дивизия | Ленинакан, Армянская ССР. Получены 42 самолёта Як-3 в Ереване |
| 20.02.1949 г. | Закавказский военный округ | 34-я воздушная армия |                                  | 236-я истребительная авиационная дивизия | Ленинакан, Армянская ССР. Получены 42 самолёта Як-3 в Ереване |
| 13.09.1960 г. | Закавказский военный округ | 34-я воздушная армия |                                  | 236-я истребительная авиационная дивизия | Ленинакан, Армянская ССР, полк расформирован                  |

## Участие в сражениях и битвах
- Донбасская операция — с 13 августа 1943 года по 22 сентября 1943 года.
- Миусская наступательная операция — с 17 августа 1943 года по 12 сентября 1943 года.
- Мелитопольская операция — с 26 сентября 1943 года по 5 ноября 1943 года.
- Никопольско-Криворожская наступательная операция — с 30 января 1944 года по 29 февраля 1944 года.
- Крымская наступательная операция — с 8 апреля 1944 года по 12 мая 1944 года.
- Львовско-Сандомирская операция — с 13 июля 1944 года по 6 августа 1944 года.
- Ясско-Кишинёвская операция — с 20 августа 1944 года по 29 августа 1944 года.
- Белградская операция — с 28 сентября 1944 года по 20 октября 1944 года.

## Почётные наименования
- 117-му гвардейскому истребительному авиационному Краснознамённому полку 19 февраля 1945 года отличие в боях за овладение городом Станислав приказом[6] ВГК присвоено почётное наименование «Станиславский».

## Награды
- 117-й гвардейский истребительный авиационный полк 8 октября 1943 года за образцовое выполнение боевых заданий командования на фронте борьбы с немецкими захватчиками и проявленные при этом доблесть и мужество Указом Президиума Верховного Совета СССР[7] награждён орденом Красного Знамени.

## Благодарности Верховного Главнокомандования
- за освобождение Ростовской области и города Таганрог[8].
- За овладение городом Станислав[9].

## Отличившиеся воины полка
- Шадрин Геннадий Алексеевич, майор, командир эскадрильи 117-го гвардейского истребительного авиационного полка 236-й истребительной авиационной дивизии 17-й воздушной армии Указом Президиума Верховного Совета СССР 29 июня 1945 года удостоен звания Герой Советского Союза. Золотая Звезда № 8635.

## Статистика боевых действий
Всего за годы Великой Отечественной войны полком:
| Выполнено боевых вылетов | Сбито самолётов в воздухе | Уничтожено самолётов всего |
| ------------------------ | ------------------------- | -------------------------- |
| 8198                     | 116                       | 139                        |

Свои потери:
| Потеряно самолётов, всего | Погибло лётчиков всего | Погибло лётчиков в воздушных боях | Не вернулись с боевого задания | Погибло при налётах и прочие небоевые потери | Погибло в авиакатастрофах и умерло от ран |
| ------------------------- | ---------------------- | --------------------------------- | ------------------------------ | -------------------------------------------- | ----------------------------------------- |
| 104                       | 50                     | 22                                | 4                              | 1                                            | 8                                         |

## Базирование полка
| Период      | Место базирования        |
| ----------- | ------------------------ |
| 5.45 — 8.45 | Югославия                |
| 8.45 — 9.60 | Ленинакан, Армянская ССР |

## Самолёты на вооружении
| Период      | Самолёты |
| ----------- | -------- |
| 1942 — 1943 | И-16     |
| 1942 — 1943 | И-153    |
| 1943 — 1945 | Як-1     |
| 1944 — 1945 | Як-9     |
| 1945 — 1951 | Як-3     |
| 1951 — 1954 | МиГ-15   |
| 1954 — 1960 | МиГ-17   |